# Amentoflavone
L'amentoflavone è un flavone presente in numerose piante tra cui Ginkgo biloba, Chamaecyparis obtusa, Hypericum perforatum e Xerophyta plicata.